# Brévon
Pour les articles homonymes, voir Brévon (homonymie).
Le Brévon ou Brevon est un cours d'eau du département de la Côte-d'Or en région Bourgogne-Franche-Comté et affluent droit de la Seine.

## Géographie
Le Brevon a une longueur de 31,5 kilomètres. Il prend sa source à Échalot et conflue en rive droite dans la Seine entre Brémur-et-Vaurois et Aisey-sur-Seine.

## Communes et canton traversés
Dans le seul département de la Côte-d'Or, le Brevon traverse onze communes et trois cantons :
- dans le sens amont vers aval : Échalot (source), Minot, Étalante, Moitron, Aignay-le-Duc, Montmoyen, Mauvilly, Beaulieu, Rochefort-sur-Brévon, Saint-Germain-le-Rocheux, Busseaut, Brémur-et-Vaurois, Aisey-sur-Seine (confluence).

Il prend donc sa source dans la canton d'Aignay-le-Duc, traverse le canton de Recey-sur-Ource et conflue avec la Seine dans le canton de Châtillon-sur-Seine, le tout dans l'arrondissement de Montbard.

## Affluents
Le Brevon a un affluent gauche le ruisseau du Noin de 2,2 km sur les deux communes de Brémur-et-Vaurois et Origny dans les deux cantons Châtillon-sur-Seine et d'Aignay-le-duc.

## Hydrologie
Le Brevon traverse une seule zone hydrologique Le Brévon de sa source au confluent de la Seine (exclu) (F005), d'une superficie de 126 km2.

## Aménagement
Le Brevon a une station qualité des eaux de surface installée à Busseaut.

## Tourisme
- Le village de Beaulieu
- Le village de Saint-Germain-le-Rocheux
- le château de Rocheprise sur Brémur-et-Vaurois (propriété privée non visitable).

## Toponyme
Le Brevon a donné son hydronyme à la commune de Rochefort-sur-Brévon.